# Renzo Longhi
Renzo Longhi (Mantova, 24 giugno 1936 – Monza, 23 marzo 2023) è stato un calciatore italiano, di ruolo centrocampista.

## Caratteristiche tecniche
Mediano di ruolo, in varie occasioni ha giocato da terzino, da mezzala e da ala.

## Carriera
Cresciuto nelle giovanili dell'A.C. Mantova, si è affermato in prima squadra nel 1955 con l'arrivo dell'allenatore Edmondo Fabbri, futuro Commissario Tecnico della Nazionale italiana. Protagonista, da capitano, della scalata dell'A.C. Mantova dalla IV serie alla Serie A, Longhi è stato il giocatore più utilizzato da Fabbri dal 1955 al 1963, anno in cui matura la decisione di abbandonare la carriera. Ha disputato con il Mantova più di 200 partite ufficiali. Ha esordito in Serie A il 27 agosto 1961 a Torino contro la Juventus (1-1).

## Palmarès

### Club

#### Competizioni nazionali
- Campionato Interregionale: 1

Mantova: 1957-1958
- Serie C: 1

Mantova: 1958-1959